# 간휴
간휴(干休)는 나관중의 소설 《삼국지연의》에 등장하는 가공인물이다.
손휴가 만난 노인. 손휴에게 일이 지체되면 필히 변고가 생기니 속히 가라는 말을 남긴다. 본래는 우씨이다.